# Europa 2
Europa 2 – słowacka komercyjna stacja radiowa. Nadawanie rozpoczęło się 12 grudnia 2009 roku przejęciem Radia Okey, które miało problemy finansowe i niską słuchalność. Od 2015 roku słowacka wersja nie jest własnością oryginalnej czeskiej wersji Radia Evropa 2, ale grupy Radio Services należącej do J&T. W sierpniu 2021 r. zbankrutowała, a od września 2021 r. Europa 2 jest własnością Bauer Media Group, do której od 2013 r. należy także Rádio Expres, od 2021 r. Rádio Melody (do kwietnia 2022 r. Rádio Jemné) i Rádio Rock.

## Nadajniki
| Częstotliwość MHz | Nadajnik                                 | Moc kW |
| ----------------- | ---------------------------------------- | ------ |
| 087,9             | Čadca - Drahošanka                       | 1,00   |
| 089,0             | Rožňava - obserwatorium                  | 0,10   |
| 089,1             | Lučenec - miasto                         | 0,20   |
| 092,9             | Rimavská Sobota - Martinov vrch          | 0,15   |
| 093,0             | Trebišov - miasto                        | 0,25*  |
| 093,2             | Snina - Magurica                         | 0,30   |
| 093,5             | Martin - Kľačianska Magura               | 0,25   |
| 095,2             | Nitra - Zobor                            | 10,00  |
| 095,2             | Námestovo - Veterná 151, apartamentowiec | 0,25   |
| 096,3             | Považská Bystrica - Hôrka                | 0,125  |
| 097,2             | Prešov - Šibená Hora                     | 0,50   |
| 098,5             | Nové Mesto nad Váhom - Veľká Javorina    | 8,80   |
| 098,8             | Ružomberok - Úložisko                    | 5,00   |
| 100,9             | Poprad - Kráľova hoľa                    | 30,00  |
| 102,0             | Košice - Bankov, baňa, stos              | 0,50   |
| 102,8             | Žilina - Dubeň                           | 0,30   |
| 103,7             | Košice - Makovica                        | 5,00   |
| 104,8             | Bratislava - Kamzík                      | 50,00  |
| 106,0             | Banská Bystrica - Suchá hora             | 50,00  |
| 107,1             | Bardejov - Stebnická Magura              | 10,00  |

* Planowany nadajnik